# Álvaro de Arriba
Álvaro de Arriba López (Salamanca, 2 de junio de 1994) es un deportista español que compite en atletismo, especialista en las carreras de mediofondo.
Ganó dos medallas en el Campeonato Europeo de Atletismo en Pista Cubierta, bronce en 2017 y oro en 2019, ambas en la prueba de 800 m.
Participó en los Juegos Olímpicos de Río de Janeiro 2016, en los 800 m, quedando cuarto en su manga preliminar, sin poder avanzar a las semifinales.

## Trayectoria
Su primer éxito internacional fue la medalla de bronce en el Campeonato Europeo de Atletismo en Pista Cubierta de 2017, en la carrera de 800 m. En los Juegos Mediterráneos de 2018, disputados en Tarragona, consiguió la medalla de oro en los 800 m.
En el Campeonato Europeo de Atletismo en Pista Cubierta de 2019 se proclamó campeón de los 800 m al ganar la final con un tiempo de 1:46,83, superando al británico Jamie Webb y al irlandés Mark English.

## Palmarés internacional
| Campeonato Europeo en Pista Cubierta | Campeonato Europeo en Pista Cubierta | Campeonato Europeo en Pista Cubierta | Campeonato Europeo en Pista Cubierta |
| Año                                  | Lugar                                | Medalla                              | Prueba                               |
| ------------------------------------ | ------------------------------------ | ------------------------------------ | ------------------------------------ |
| 2017                                 | Belgrado (Serbia)                    | Medalla de bronce                    | 800 m                                |
| 2019                                 | Glasgow (Reino Unido)                | Medalla de oro                       | 800 m                                |

## Competiciones internacionales
| Representando a España | Representando a España               | Representando a España | Representando a España | Representando a España | Representando a España |
| Año                    | Competición                          | Sede                   | Puesto                 | Prueba                 | Marca                  |
| ---------------------- | ------------------------------------ | ---------------------- | ---------------------- | ---------------------- | ---------------------- |
| 2013                   | Campeonato Europeo Junior            | Rieti                  | 9.º (semifinal)        | 800 m                  | 1:50,97                |
| 2014                   | Campeonato Iberoamericano            | Sao Paulo              | 5.º                    | 800 m                  | 1:47,50                |
| 2015                   | Campeonato Europeo Sub-23            | Tallin                 | 14.º (semifinal)       | 800 m                  | 1:50,37                |
| 2016                   | Campeonato Mundial en Pista Cubierta | Portland               | 13.º (series)          | 800 m                  | 1:52,60                |
| 2016                   | Campeonato Europeo                   | Ámsterdam              | 7.º                    | 800 m                  | 1:47,58                |
| 2016                   | Juegos Olímpicos                     | Río de Janeiro         | 20.º (series)          | 800 m                  | 1:46,86                |
| 2017                   | Campeonato Europeo en Pista Cubierta | Belgrado               | Medalla de bronce      | 800 m                  | 1:49,68                |
| 2017                   | Campeonato Europeo por Equipos       | Lille                  | 6.º                    | 800 m                  | 1:48,54                |
| 2017                   | Campeonato Mundial                   | Londres                | 16.º (semifinal)       | 800 m                  | 1:46,62                |
| 2018                   | Campeonato Mundial en Pista Cubierta | Birmingham             | 5.º                    | 800 m                  | 1:48,51                |
| 2018                   | Juegos Mediterráneos                 | Tarragona              | Medalla de oro         | 800 m                  | 1:47.43                |
| 2018                   | Campeonato Europeo                   | Berlín                 | 7.º                    | 800 m                  | 1:46,41                |
| 2019                   | Campeonato Europeo en Pista Cubierta | Glasgow                | Medalla de oro         | 800 m                  | 1:46,83                |
| 2019                   | Campeonato Europeo por Equipos       | Bydgoszcz              | 3.º                    | 800 m                  | 1:47.48                |
| 2019                   | Campeonato Mundial                   | Doha                   | 16.º (semifinal)       | 800 m                  | 1:46,09                |
| 2021                   | Campeonato Europeo en Pista Cubierta | Toruń                  | 21.º (series)          | 800 m                  | 1:49,99                |
| 2022                   | Campeonato Mundial en Pista Cubierta | Belgrado               | 4.º                    | 800 m                  | 1:46,58                |
| 2022                   | Campeonato Iberoamericano            | La Nucía               | Medalla de oro         | 800 m                  | 1:45,19                |
| 2022                   | Campeonato Mundial                   | Eugene                 | 15.º (s.)              | 800 m                  | 1:46,30                |
| 2022                   | Campeonato Europeo                   | Múnich                 | 22.º (s.)              | 800 m                  | 1:47,94                |
| 2024                   | Campeonato Europeo                   | Roma                   | 4.º                    | 800 m                  | 1:45,64                |
| 2025                   | Campeonato Europeo en Pista Cubierta | Apeldoorn              | 21.º (s.)              | 800 m                  | 1:48.40                |
| 2025                   | Campeonato Mundial en Pista Cubierta | Nankín                 | 8.º (sf.)              | 800 m                  | 1:47,58                |